# 이길범 (1938년)
이길범(1938년 3월 20일~)은 대한민국의 정치인이다. 제12대 국회의원을 지냈다.

## 역대 선거 결과
|  | 5.36% |

|  | 29.26% |

|  | 3.56% |

|  | 5.16% |

|  | 33.44% |